# Макграт, Том
Томас «Том» Макграт (англ. Thomas "Tom" McGrath; род. 7 августа 1964, Линвуд, США) — американский мультипликатор, режиссёр, сценарист и актёр озвучивания. Наиболее известен как создатель анимационных фильмов: «Мадагаскар», «Мадагаскар 2» и «Мадагаскар 3». Он также участвовал в работе над другими проектами киностудии DreamWorks — анимационными фильмами «Смывайся», «Мегамозг» и «Шрек Третий».

## Жизнь и карьера
Том Макграт родился 7 августа 1964 года в Линвуде, штат Вашингтон, в США. Изучал промышленный дизайн в Университете штата Вашингтон. Окончил курсы анимации в Калифорнийском институте искусств. Работал на телевидении в качестве художника-мультипликатора в фильмах Ральфа Бакши «Параллельный мир» и Джо Питки «Космический джем», был художником раскадровки и режиссёром популярного сериала «Шоу Рена и Стимпи», художником по раскадровке в фильмах «Кошки против собак» и «Гринч — похититель Рождества» (режиссёр Рон Ховард).
Дебютировал в качестве режиссёра и сценариста, став одним из создателей фильма «Мадагаскар» (вместе с Эриком Дарнеллом), где он также создал отряд пингвинов и озвучил их лидера по имени Шкипер.

## Фильмография
| Год  | Название фильма                      | Оригинальное название              | Роль                                   |
| ---- | ------------------------------------ | ---------------------------------- | -------------------------------------- |
| 2005 | Мадагаскар                           | Madagascar                         | режиссёр, Шкипер (озвучивание)         |
| 2007 | Смывайся!                            | Flushed Away                       | креативный консультант и актёр дубляжа |
| 2007 | Шрек Третий                          | Shrek the Third                    | (озвучивание)                          |
| 2008 | Мадагаскар 2                         | Madagascar 2                       | режиссёр, Шкипер (озвучивание)         |
| 2010 | Монстры против пришельцев            | Monsters vs. Aliens                | Вилсон (озвучивание)                   |
| 2010 | Мегамозг                             | Megamind                           | режиссёр, (озвучивание)                |
| 2011 | Кот в сапогах                        | Puss in Boots                      | Вор в баре (озвучивание)               |
| 2012 | Мадагаскар 3                         | Madagascar 3: Europe’s Most Wanted | режиссёр, Шкипер (озвучивание)         |
| 2014 | Приключения мистера Пибоди и Шермана | Mr. Peabody & Sherman              | (озвучивание)                          |
| 2014 | Пингвины Мадагаскара                 | The Penguins of Madagaskar         | Шкипер (озвучивание)                   |
| 2017 | Босс-молокосос.                      | The Boss Baby                      | режиссёр                               |